# Fran Brodić
Fran Brodić (Zagreb, 8 januari 1997) is een Kroatisch voetballer die doorgaans speelt als spits. In juli 2024 verruilde hij Dinamo Zagreb voor Újpest.

## Clubcarrière
Brodić speelde vanaf 2011 in de jeugdopleiding van Dinamo Zagreb. Zij hadden hem overgenomen van NK Zagreb, waar hij in de jaren daarvoor speelde. In 2013 werd de spits doorgeschoven naar het eerste elftal van Modri. Op 14 april 2013 maakte Brodić zijn debuut voor de club, toen er in eigen huis met 2–0 gewonnen werd van NK Inter Zaprešić. De aanvaller kwam vijf minuten voor het einde van de wedstrijd binnen de lijnen voor Marcelo Brozović, die eerder Dinamo op 2–0 had gezet in het duel. Met zijn optreden werd de aanvaller de jongste debutant ooit in de geschiedenis van de club. In het daaropvolgende seizoen 2013/14 speelde hij mee in 4 competitiewedstrijden. Op de voorlaatste speeldag van de Kroatische eerste klasse (de match tegen Istra 1961) stond hij voor het eerst in de basiself. Deze match speelde de 17-jarige aanvaller ook uit.
De Kroaat speelde zijn laatste wedstrijd in het tenue van Dinamo Zagreb tegen NK Dugopolje op 10 augustus 2014, voordat hij enkele dagen later vertrok naar de Belgische topploeg Club Brugge. In de zomer van 2017 werd de Kroaat op huurbasis gestald bij KSV Roeselare voor de duur van één seizoen, nadat hij eerder al verhuurd was geweest aan Royal Antwerp. Na een halfjaar haalde Club Brugge hem terug om hem opnieuw te verhuren, nu aan Catania. Na afloop van deze verhuurperiode nam Catania de Kroaat definitief over en hij kreeg een contract voor drie seizoenen. Een jaar hierna ging hij al, waarna hij bij Reggio Audace terechtkwam.
In de zomer van 2020 keerde Brodić transfervrij terug naar Kroatië, waar hij op het tweede niveau kwam te spelen bij Kustošija Zagreb. Voor deze club maakte hij veertien competitiedoelpunten, waarna HNK Gorica hem overnam. Een halfjaar later huurde NK Varaždin hem. Die club nam Brodić in de zomer van 2022 definitief over. In de jaargang 2022/23 kwam de aanvaller tot twaalf doelpunten in de competitie. Het seizoen erna begon hij met zes goals uit evenzoveel duels. Hierop nam Dinamo Zagreb hem voor circa een half miljoen euro over. Hij tekende voor drie jaar, maar werd voor het restant van het seizoen 2023/24 weer verhuurd aan NK Varaždin. In januari 2024 haalde Dinamo Zagreb hem terug van deze verhuurperiode. Na zes doelpunten in twaalf competitiewedstrijden verkocht Dinamo hem weer; Brodić verkaste voor circa anderhalf miljoen euro naar Újpest.

## Clubstatistieken
| Seizoen | Club             | Competitie        | Competitie | Competitie | Beker | Beker | Internationaal | Internationaal | Totaal | Totaal |
| Seizoen | Club             | Competitie        | Wed.       | Dlp.       | Wed.  | Dlp.  | Wed.           | Dlp.           | Wed.   | Dlp.   |
| ------- | ---------------- | ----------------- | ---------- | ---------- | ----- | ----- | -------------- | -------------- | ------ | ------ |
| 2012/13 | Dinamo Zagreb    | 1. HNL            | 1          | 0          | 0     | 0     | 0              | 0              | 1      | 0      |
| 2013/14 | Dinamo Zagreb    | 1. HNL            | 4          | 0          | 2     | 1     | 0              | 0              | 6      | 1      |
| 2014/15 | Club Brugge      | Eerste klasse A   | 0          | 0          | 0     | 0     | 0              | 0              | 0      | 0      |
| 2015/16 | Club Brugge      | Eerste klasse A   | 0          | 0          | 0     | 0     | 0              | 0              | 0      | 0      |
| 2015/16 | → Royal Antwerp  | Tweede klasse     | 1          | 0          | 0     | 0     | —              | —              | 1      | 0      |
| 2016/17 | Club Brugge      | Eerste klasse A   | 0          | 0          | 0     | 0     | 0              | 0              | 0      | 0      |
| 2017/18 | → KSV Roeselare  | Eerste klasse B   | 3          | 0          | 2     | 1     | —              | —              | 5      | 1      |
| 2017/18 | → Catania        | Serie B           | 4          | 2          | 0     | 0     | —              | —              | 4      | 2      |
| 2018/19 | Catania          | Serie C           | 20         | 0          | 1     | 1     | —              | —              | 21     | 1      |
| 2019/20 | Reggio Audace    | Serie C           | 11         | 0          | 1     | 0     | —              | —              | 12     | 0      |
| 2020/21 | Kustošija Zagreb | 2. HNL            | 24         | 14         | 0     | 0     | —              | —              | 24     | 14     |
| 2021/22 | HNK Gorica       | 1. HNL            | 9          | 1          | 1     | 0     | —              | —              | 10     | 1      |
| 2021/22 | → NK Varaždin    | 2. HNL            | 14         | 5          | 0     | 0     | —              | —              | 14     | 5      |
| 2022/23 | NK Varaždin      | 1. HNL            | 34         | 12         | 1     | 1     | —              | —              | 35     | 13     |
| 2023/24 | NK Varaždin      | 1. HNL            | 6          | 6          | 0     | 0     | —              | —              | 6      | 6      |
| 2023/24 | Dinamo Zagreb    | 1. HNL            | —          | —          | —     | —     | —              | —              | 0      | 0      |
| 2023/24 | → NK Varaždin    | 1. HNL            | 6          | 1          | 1     | 0     | —              | —              | 7      | 1      |
| 2023/24 | Dinamo Zagreb    | 1. HNL            | 12         | 6          | 1     | 1     | 0              | 0              | 13     | 7      |
| 2024/25 | Újpest           | Nemzeti Bajnokság | 4          | 2          | 0     | 0     | —              | —              | 4      | 2      |
| Totaal  | Totaal           | Totaal            | 153        | 49         | 10    | 5     | 0              | 0              | 163    | 54     |

Bijgewerkt op 28 augustus 2024.

## Erelijst
| Competitie    |               |                  |               |               |
| Competitie    | Aantal        | Jaren            |               |               |
| Dinamo Zagreb | Dinamo Zagreb | Dinamo Zagreb    | Dinamo Zagreb | Dinamo Zagreb |
| ------------- | ------------- | ---------------- | ------------- | ------------- |
| 1. HNL        | 2             | 2012/13, 2013/14 |               |               |
| NK Varaždin   |               |                  |               |               |
| 2. HNL        | 1             | 2021/22          |               |               |